# 斯克里維亞河
45°03′N 8°54′E / 45.050°N 8.900°E

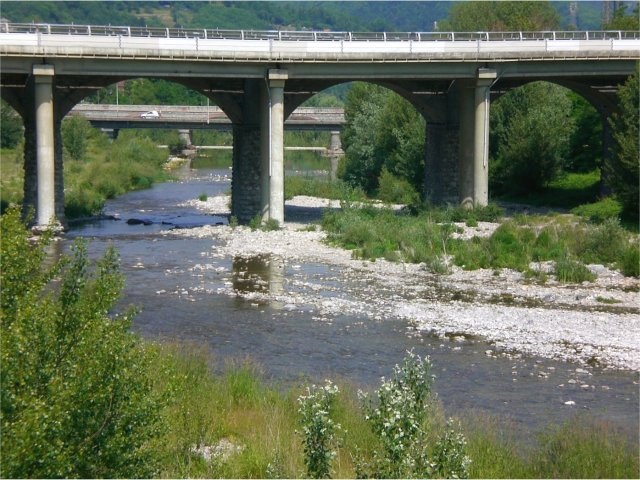

斯克里維亞河是意大利的河流，位於該國北部，屬於波河的右支流，河道全長88公里，流域面積600平方公里，平均流量每秒23立方米，河口處在科爾納萊。

## 外部連結
维基共享资源上的相關多媒體資源：斯克里維亞河